# Eckbert Schulz-Schomburgk
Eckbert Schulz-Schomburgk (* 9. Mai 1921 in Leipzig; † 7. Februar 2016 in Maracay) war ein deutscher Agrikulturchemiker.

## Leben

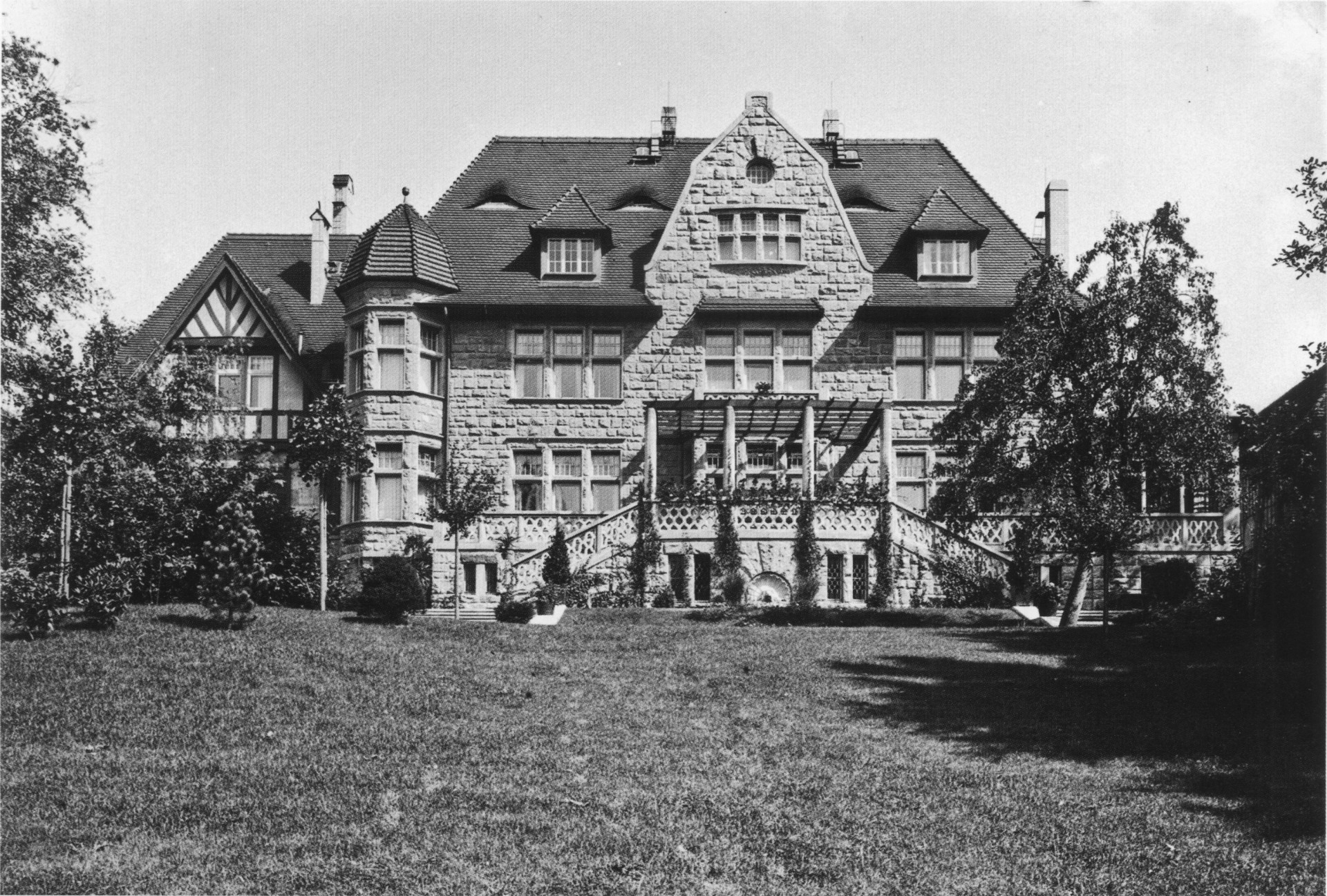
Villa Schulz-Schomburgk

Schulz-Schomburgk wurde 1921 als Sohn des Druckereibesitzers und Verlegers Herbert Schulz-Schomburgk in Leipzig geboren. Seine Mutter entstammte dem mitteldeutschen Uradelsgeschlecht von Görschen. Er wuchs in großbürgerlichen Verhältnissen in einem Villenviertel in Leipzig-Connewitz auf. Ab 1931 besuchte er die humanistische Thomasschule zu Leipzig. Von 1939 bis 1940 studierte er Chemie u. a. bei Burckhardt Helferich an der Universität Leipzig.
Mit Ausbruch des Zweiten Weltkriegs wurde er beim Infanterie-Regiment 11 eingeplant, diente dann aber durch Kontakte seines Onkels zu Generalmajor Ferdinand Schörner bei der 1. Gebirgs-Division in Mittenwald. Er war mit seiner Einheit u. a. am Polen- und Russlandfeldzug beteiligt. Schulz-Schomburgk wurde an der Theresianischen Militärakademie zum Reserveoffizier ausgebildet und am 1. Dezember 1944 zum Leutnant der Reserve befördert.
Nach einer kurzen Internierung durch die Amerikaner wurde er zu Verwandten in die oberbayerische Gemeinde Hohenaschau im Chiemgau entlassen. Er wurde von 1946 bis 1947 zum  Landwirtschaftsgehilfen ausgebildet und begann danach ein Studium der Landwirtschaftswissenschaften an der Technischen Hochschule München in Freising-Weihenstephan. Von 1949 bis 1951 war er Assistent bei Eduard Hofmann am Agrikulturtechnischen Institut der Hochschule. 1950 schloss er sein Studium als Diplomlandwirt ab.
Aufgrund der ersten Auswirkungen des Kalten Krieges verließ er 1951 Deutschland über Genua nach Venezuela. Er kam zunächst in der Hazienda eines Onkels unter. Später wohnte er in Maracay und arbeitete für das Centro de Investigaciones Agronómicas (CIA). Seine Tätigkeit bestand in der Bodenbestimmung mit Aspergillus. 1953 erhielt er eine Professur für Phytochemie an der Universidad Central de Venezuela in Caracas und war Direktor des Laboratoriums für Fertilitätsfragen und Bodenanalysen. Während seiner Zeit an der Landwirtschaftlichen Fakultät richtete er Lehrstühle für Chemie ein und wurde selbst 1956 Ordinarius für Analytische Chemie. Ab 1958 forschte er zu Rohphosphaten und stellte seine Ergebnisse auf Kongressen in Mexiko-Stadt und Zürich vor.
Von 1961 bis 1962 studierte er am Max-Planck-Institut in München und an der Technischen Hochschule Karlsruhe. Im Jahr 1975 wurde er in Caracas mit der Dissertation Hypersensible Reaktionen und die Anhäufung von Polyphenolen in Knollen und Süßkartoffeln nach Infektion mit Ceratocystis-Poren zum Doktor promoviert.
Eckbert Schulz-Schomburgk lebte in Caracas. Er starb am 7. Februar 2016 in Maracay.

## Schriften (Auswahl)
- gemeinsam mit Nilda Rodríguez: Polifenoles en cultivos y su importancia. Composicíon fenolica de semillas de cacao (Theobroma cacao L.). Universidad Central de Venezuela, Caracas 1998.
- Bruchstücke einer lückenhaften Erinnerung. Ein Lebenslauf, Books on Demand, Norderstedt 2005, ISBN 3-8334-2487-7. (Neuauflage: Von Leipzig nach Venezuela. Ein Lebenslauf. Books on Demand, Norderstedt 2008, ISBN 978-3-8370-5507-8.)

| Personendaten    | Personendaten                        |
| ---------------- | ------------------------------------ |
| NAME             | Schulz-Schomburgk, Eckbert           |
| KURZBESCHREIBUNG | deutscher Agrikulturchemiker         |
| GEBURTSDATUM     | 9. Mai 1921                          |
| GEBURTSORT       | Leipzig                              |
| STERBEDATUM      | 7. Februar 2016                      |
| STERBEORT        | Maracay, Girardot, Aragua, Venezuela |